# Château de Chabreuges
Le château de Chabreuges est un château situé en France sur la commune de Saint-Laurent-Chabreuges, dans la région Auvergne-Rhône-Alpes.

## Localisation
Le château est situé dans le département français de la Haute-Loire, sur la commune de Saint-Laurent-Chabreuges, dans l'ancienne région administrative d'Auvergne.

## Historique
Le château a été érigé au XIVe ou XVe siècle.

## Description
Construit sur un plan quadrangulaire, le château était délimité par une courtine reliant un logis au sud, accompagné de quatre tours d'angle et d'un avant-corps central. Deux autres éléments marquants étaient présents : un « donjon » circulaire au nord-ouest et une tour circulaire au nord-est. À l'époque classique, des écuries et une chapelle ont été ajoutées au domaine. À la fin du XIXe siècle, une vaste campagne de restauration et d'extension a été lancée, englobant la construction d'un nouveau corps de bâtiment à l'ouest, l'aménagement d'une terrasse, et la création de nouveaux bâtiments annexes à l'arrière des écuries. Les intérieurs du château et de la chapelle ont également été embellis avec des décors incluant des peintures au pochoir et des papiers peints.

## Protection
Le château est inscrit au titre des monuments historiques par arrêté du 18 octobre 2011.